# 韓国のキリスト教
韓国のキリスト教（かんこくのキリストきょう）は大韓民国におけるキリスト教。本項では現在の韓国における宗教としてのみならず、朝鮮半島全体のキリスト教の歴史と現状についても扱う。
韓国統計庁の発表によると2005年の韓国においてキリスト教徒は総人口の約3割を占め、総人口の約2割を占める仏教徒よりも信者数が多く、韓国の宗教人口全体の中でキリスト教徒が最大である。キリスト教徒の中ではプロテスタントの信者2に対してカトリックの信者1の割合になっている。

## 概説
韓国統計庁が2005年に発表したところによると韓国の宗教人口は総人口の53.1%を占め、非宗教人口は46.9%である。すなわち総人口のうち、仏教が22.8%、プロテスタントが18.3%、カトリックが10.9%、儒教0.2%となっている。プロテスタントとカトリックを合わせたキリスト教全体では29.2%となっていて仏教より信者の数が多い。キリスト教信者数は約1376万人となり、韓国は東アジアおよび東南アジアでの信者絶対数では中華人民共和国、フィリピン、インド、インドネシアに次ぎ5位である。国民全体に占めるキリスト教信者の割合ではフィリピンと東ティモールに次ぐ東アジアおよび東南アジア第3のキリスト教国である。
なお朝鮮語で基督教（キドッキョ、기독교：キリスト教）と言うとプロテスタントのみを指すことが多い。本来プロテスタントは朝鮮語で프로테스탄트（プロテスタントゥ）または改新教（ケシンギョ、개신교）だが、プロテスタントの教団・教会が「基督教」と自称する事が多く、信者数も多くなったため、「基督教」がプロテスタントのみを指すことが多くなった。カトリックは天主教（チョンジュギョ、천주교）と言う。教会（キョフェ、교회）は通俗的な用語法ではプロテスタントの教会を指す。カトリックの教会堂は聖堂（ソンダン、성당）と言う。
海外に対する宣教活動が活発なことも韓国キリスト教の特徴で、2000年にはプロテスタントだけでも10,646人の宣教師が156カ国で活動していた（カトリックは統計を公表していない）。この数字はアメリカ合衆国に次ぐ世界第2の規模である。とりわけ海外宣教に熱心なのは趙鏞基牧師率いる汝矣島（ヨイド）純福音教会で、南米や中央アジア、中東だけでなく、危険な北朝鮮にも極秘裏に潜入しているといわれる。
福音派は極めて積極的な布教活動をする為、近年では世界各地（特にイスラム教諸国）においてトラブルに巻込まれている。アフガニスタンにおける布教活動ではモスクの前でキリスト教の賛美歌を歌うなど、過激な布教活動が見られたと報道されている。2007年ターリバーン韓国人拉致事件のような事件が発生した背景には、こういった刺激的かつ攻撃的な布教活動があったのではないかとの指摘もある。
韓国国内では1970年代から80年代の民主化運動の原動力となる一方、同じ時期には仏教寺院や仏像に対する破壊活動を行う牧師や信徒が出るなど、他宗教への攻撃も積極的に行った。

## 歴史

### 伝来初期
朝鮮に本格的にキリスト教信者が生じたのは18世紀末から19世紀初頭にかけてで、布教の歴史は日本や中国などの周りの国々に比べてもそれほど長くないとされる。
朝鮮に初めてキリスト教の宣教師が足を踏み入れたのは、文献で確認できる限りでは、1593年に文禄・慶長の役に参加していたキリシタン大名小西行長の求めに応じて朝鮮に渡ったイエズス会司祭グレゴリオ・デ・セスペデス（Gregorio de Sespedes）が最初である。対馬を経て熊川に上陸したが、彼の活動はあくまで日本軍の従軍司祭としてのもので、朝鮮の人々への布教を目的としたわけではなかった。加藤清正がセスペデスの布教活動を豊臣秀吉に密告したことによって、日本へ引き返すこととなったが、この戦役において小西はジュリアおたあと呼ばれる朝鮮人養女を得ており、彼女は小西によって行き届いた教育を受け、養父にならって受洗した。よって、歴史上初の朝鮮人キリスト教徒（受洗者）は彼女であると考えられている。またルイス・フロイスのフロイス日本史やジョアン・ロドリゲスの『日本教会史』などにも、日本に連行された朝鮮人捕虜によって齎された情報を元にした記述がある。
李氏朝鮮では1631年、朝鮮燕行使によって中国経由でキリスト教に関する書籍（『天主実義』）などが輸入された。朝鮮に対する最初の布教は正祖の頃、マテオ・リッチが創設した北京のイエズス会が朝鮮の燕行使と接触して行われた。
1777年頃から、その本を研究した学者たち（キリスト教を朝鮮では西学と呼んでいた）の中からイエスを信じるキリスト教徒の共同体が形成されていたという。これら信徒は司祭の布教無しに私的にキリスト教を信仰していた。
朝鮮史上初のキリスト教礼拝所は北京で洗礼を受け、帰国した李承薫（イ・スンフン）が1784年に平壌で設立したものである。李承薫は、北京で、教区長グヴェーアと出会い洗礼を受けることを決意したが、宣教師ヴァンタヴォンは以下のように記録している。
この段階では宣教師は朝鮮に派遣されず、朝鮮におけるカトリックの受容は自発的に続けられた。李承薫が北京から帰国した後、私的に西学を信仰していた人々も改めて洗礼を受け、現在のソウルでは定期的な集会も行ったという。その後、パリ外国宣教会宣教師らが北京を経て朝鮮北部に入り、カトリックの宣教を行った。朝鮮初の宣教師は、1794年に朝鮮にやって来た中国人宣教師の周文謨である。
1845年金大建（キム・デゴン）が上海で朝鮮最初の司祭になって帰国し、布教を始めた。しかし、当時の朝鮮の社会では儒教が社会の根本思想となっていたこともあり、カトリックは邪教と見做され弾圧が加えられていた。巡威島において外国人宣教師密航計画を進めていた金司祭は1846年に捕縛され、彼と103人の信者は「キリスト教棄教」を拒否、処刑された。金司祭と103人の信徒は1984年5月6日にローマ教皇によって列聖された。
大院君政権下の1866年には密入国していたシメオン＝フランソワ・ベルヌー司教 (Siméon-François Berneux)らフランス人司祭9名と、カトリック信徒約8,000名が捕縛・処刑される丙寅教獄が起こり（これに対してフランスは朝鮮を攻撃したが、朝鮮軍によって撃退された。これを丙寅洋擾と呼ぶ）、生き延びて清に脱出したリデル神父はその後も朝鮮での布教を図った。カトリック信者は拷問を受けながらもその信仰を守り、現在、韓国のカトリック信徒の割合は総人口の約1割に至っている（2005年韓国統計庁の公式資料）。シャルル・ダレは当時の朝鮮の国内事情を幅広く著した『朝鮮教会史』（Histoire de L'Eglise de Corée. 1874年）を出版した。

### 近代

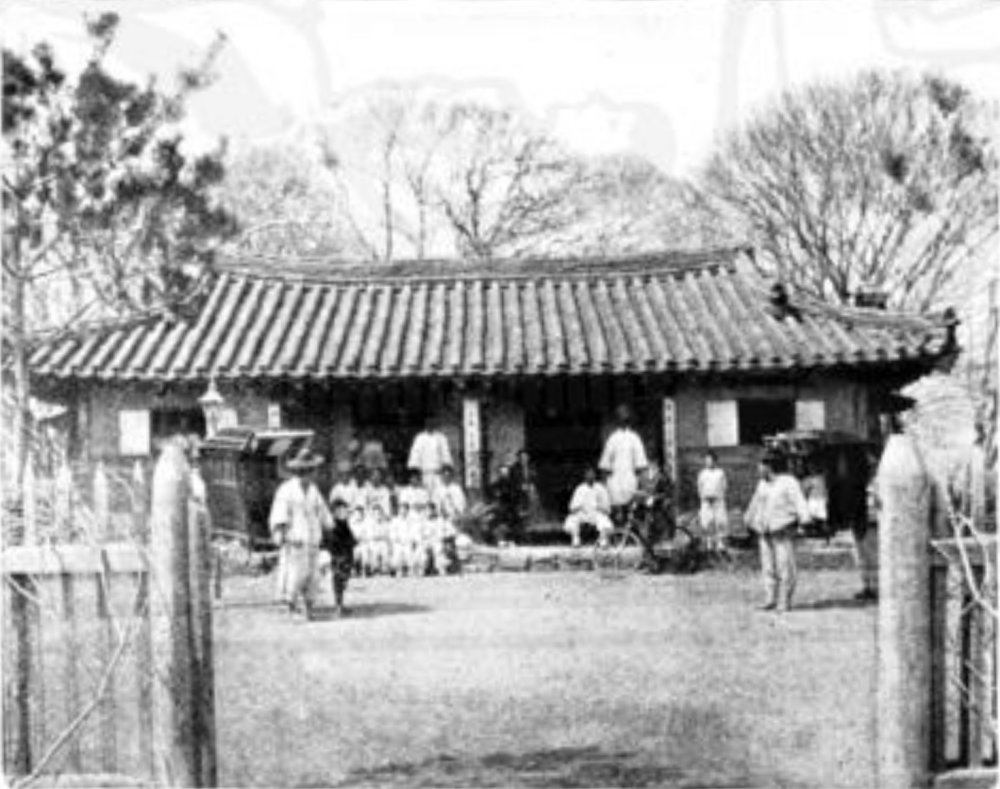
1884年、朝鮮に初めて建設されたプロテスタントの教会堂・ソレ教会（松川教会、黄海南道龍淵郡）。1895年撮影

1876年の朝鮮の開国によって欧米諸国との外交関係が樹立されると、プロテスタント諸派が朝鮮に宣教師を派遣した。それ以前にも、H・N・アレンなど朝鮮を訪れた宣教師は幾人もいたが、定住した宣教師によるプロテスタントの朝鮮布教は、1884年にメソジスト派のヘンリー・アペンゼラーと長老派のH・G・アンダーウッドが仁川に上陸したことにより始まった。
長老派は1885年に少年向けの培材学堂、メソジスト派は1886年に少女向けの梨花学堂を創設して教育に力を注いだ。なお、この2つの学校名は高宗より賜ったものである。1886年には高宗により官立の英語学校育英公院が開設され、宣教師も派遣された。1887年、スコットランドの長老派から満州へ派遣されたジョン・ロスにより奉天の東関教会で新約聖書全巻が翻訳・出版され、朝鮮に持ち込まれた。宣教師は春生門事件で朝鮮王を守った。このような事件を通して朝鮮のキリスト教は民族性と結びついていった。1903年から1908年には韓国キリスト教のリバイバル（信仰復興）が起こった。1907年、R・A・ハーディー（R.A.Hardie）ら宣教師の聖書研究会によって、信仰復興は広まった。1909年に伊藤博文を暗殺した安重根(洗礼名トマ)も17歳のときにカトリック系の洗礼を受けている。高宗の政治顧問となったホーマー・ハルバートは、日本の対外侵略性を批判し、日本の野望が制止されなければ、満州と中国に対する侵略につながり、極東の安全平和を甚だしい脅威となると警告し、日本による韓国併合後は、朝鮮独立運動を支援した。

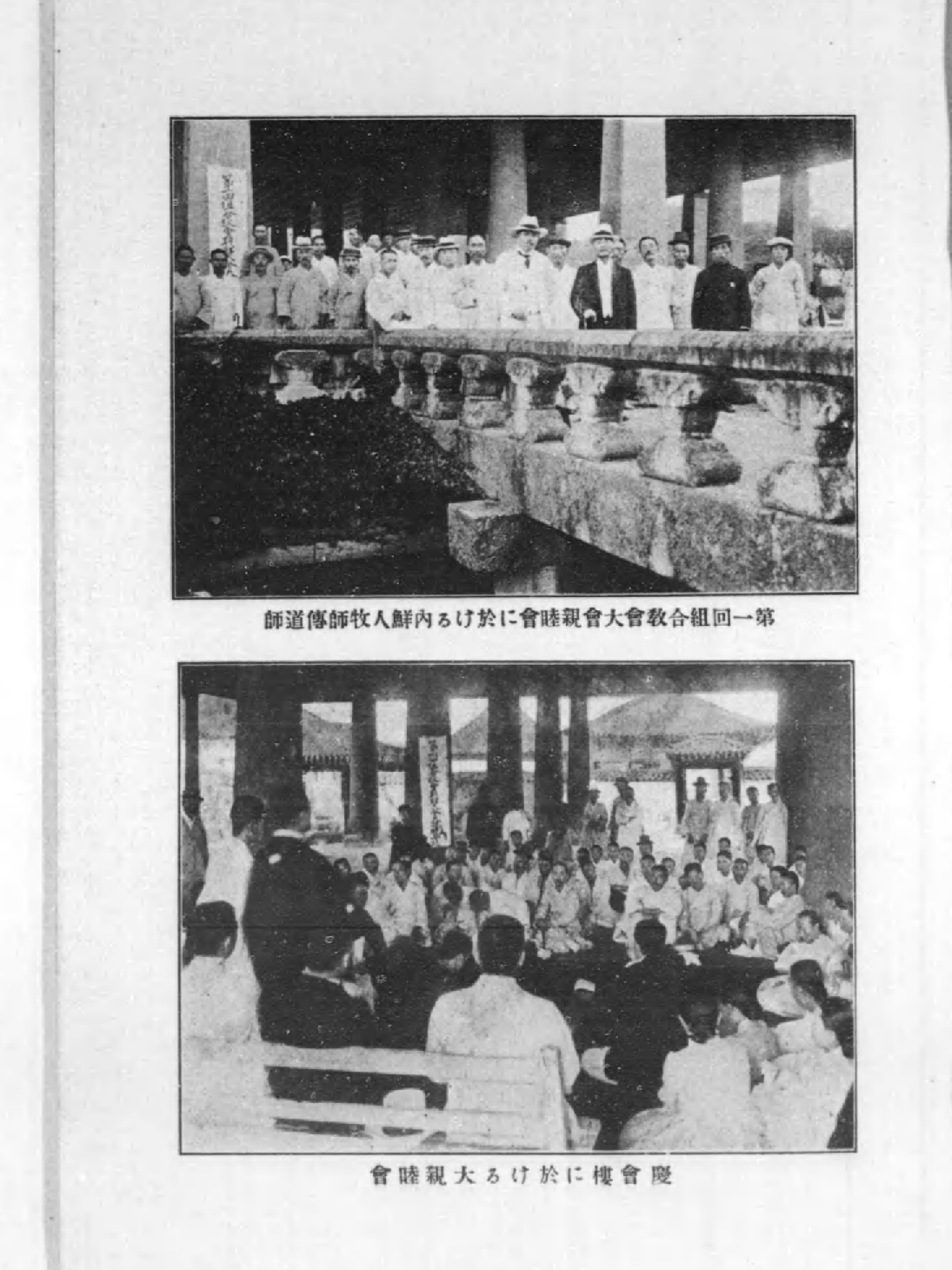
第一回組合教会大会親睦会と朝鮮人牧師、伝道師

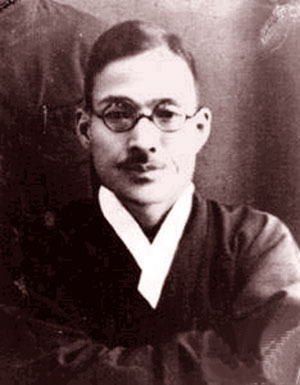
朱基徹

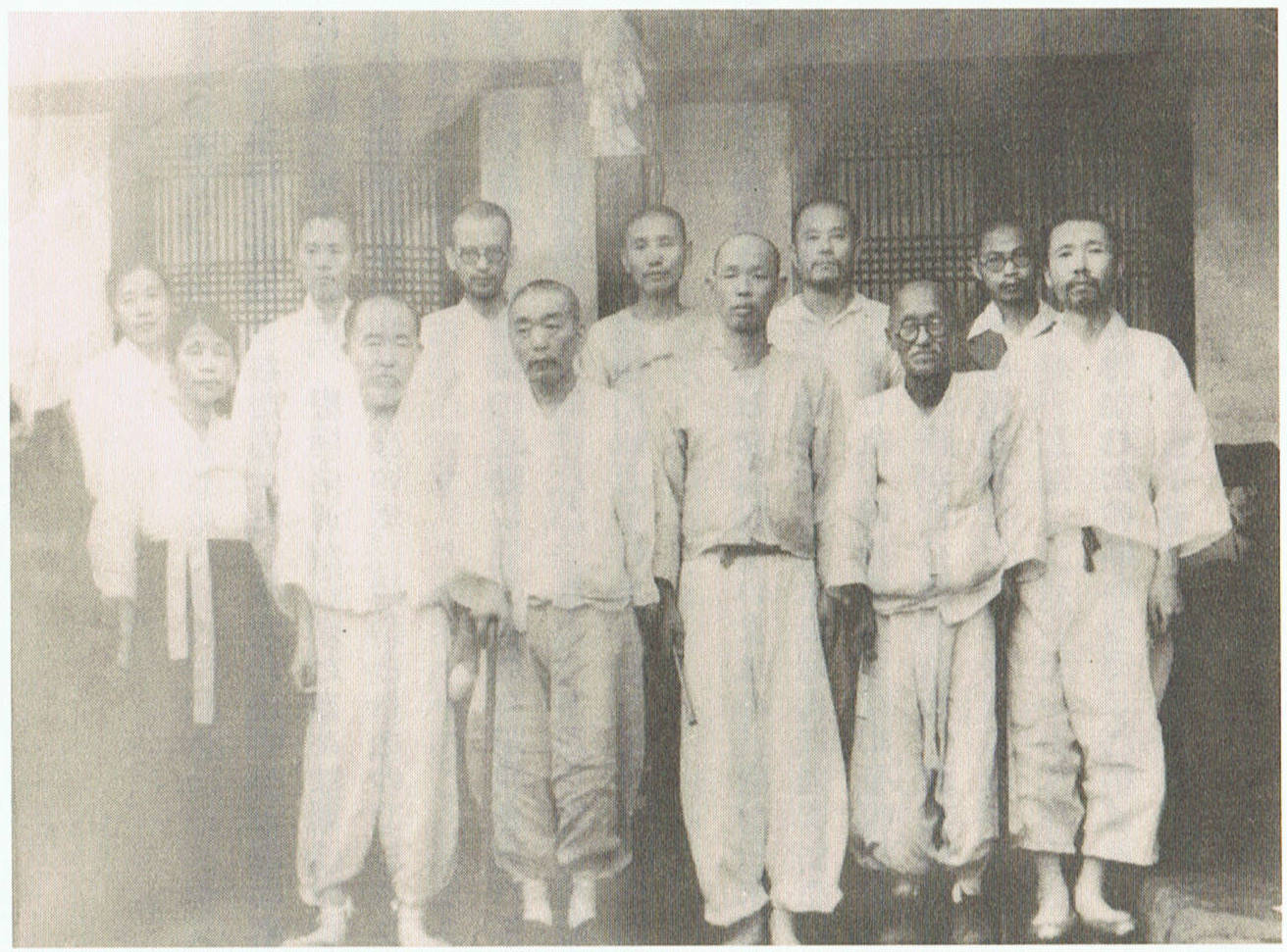
出獄聖徒 1945年8月19日

1910年の日韓併合の後、朝鮮総督府は、日本基督教会の指導者植村正久に朝鮮宣教を断られたため、日本組合基督教会の指導者海老名弾正に朝鮮宣教を命じた。日本組合基督教会は、同年10月の第26回定期総会で全会一致をもって「朝鮮人伝道」を決議し、渡瀬常吉を派遣。日本組合基督教会は朝鮮総督府より莫大な資金援助を受けて朝鮮植民地伝道を繰り広げる。渡瀬常吉は、「朝鮮併合は、日本が世界の大勢に順応した結果である。東洋の平和を永遠に保証するため、日本帝国存在の必要と同時に、朝鮮一千五百万民衆の幸福を顧念した結果である」とした。
日韓併合下では外国との接触を持つキリスト教徒が抗日独立運動を担うようになり、1919年に発生した三・一運動ではキリスト教徒が主要な役割を果たした。監理教（メソジスト）に三・一運動参加者が多かったと言われる。天安で抗日デモを組織して逮捕された柳寛順は梨花学堂の学生である。
1937年の盧溝橋事件以降皇国臣民ノ誓詞が発せられ、総督府は公然とキリスト教会への神社参拝を強要した。この同化政策のためにとった参拝強要は、キリスト教にとっては偶像崇拝の強要にあたるとして朝鮮の長老派の一部の篤実な信徒が神社参拝を拒んでいたため、1938年6月末、日本政府は同じ長老派系統の日本基督教会大会議長富田満を派遣し、朱基徹牧師ら朝鮮の長老派を説得させた。「神社参拝は宗教ではない」と主張する富田に対し、朱基徹は「神社参拝は十戒に反する偶像崇拝」だと答えた。その後朱基徹は刑務所に送られそのまま死去したため殉教者として、ことによく知られている。
日韓併合下での抗日運動はプロテスタント教会を中心に行われた。後に大韓民国臨時政府を主導した李承晩は投獄中の1900年にメソジスト派に改宗した。カトリックも義民團という武装団体を中心に大韓民国臨時政府と連携して独立軍を支援した。 特に1920年10月には青山里戦闘にも参加した。
日本が敗戦して連合軍軍政期になると、司令官のダグラス・マッカーサーは太平洋米国陸軍最高司令部布告第1号で「占領目的が日本の降伏文書の条項の移行と朝鮮人の人権及び宗教上の権利を保証する事にある」と布告し、韓国人に対して信教の自由を認めた。また、連合軍法令第11号により「神社法」を廃止して皇民化政策の残滓となる神道を排斥し、また、朝鮮伝統の巫俗信仰等の宗教に対しても規制政策を行った。これに対して、キリスト教は、ソウル放送で福音放送を流すことや刑務所に司祭と牧師を置くことが認められるなど優遇された。この厚遇について、柳東植は「キリスト教は仏教と違って日本帝国主義の強圧の対象であり、それゆえ日本帝国主義からの解放はすなわちキリスト教の解放と同じように感じていた。そして、解放を招いたのは西欧勢力であり、彼らの背後にはキリスト教が控えていた。さらに、指導層が直接キリスト教を庇護していた」と説明している。

### 朝鮮戦争後
朝鮮戦争後、厳しい生活条件の中で暮らす韓国人の間でキリスト教は着実に広まった。これは、北朝鮮から多くのカトリック信者が韓国に逃れてきたこともあるが、朝鮮戦争において、国連軍最高司令官マッカーサーが上陸作戦を敢行した後、北朝鮮軍との地上戦が住民を巻き込み熾烈を極めたことによるところが大きい。同じ民族、同じ言語で敵味方が解らず多数の犠牲者が出る中、ブリキや木片で十字架を作って首から掛けることで、国連軍（とりわけ米軍）の庇護を受けることが出来た。これらの結果、終戦後キリスト教の発展につながった。
朴正煕政権の軍事独裁期には、キリスト教会が反独裁運動の重要な拠点となった。代表的なものとして、金大中を支援し共闘した天主教正義具現司祭団などが挙げられる。民主化闘争を担った金大中や金泳三らは現実の政治闘争への参加を呼びかける民衆神学の信奉者であった。

## カトリック
プロテスタントは諸教派に分かれるので、単一の宗派としては信者数574万人（2016年）のカトリックが最大で、組織的にも最も強固なものがある。韓国のカトリック教会は枢機卿2人、大司教（朝鮮語では大主教）5人、司教（朝鮮語では主教）35人、大修道院長2人、神父5,162人を擁し、ソウル大司教区（春川、大田、仁川、水原、原州、議政府の司教区が所属）、大邱大司教区（釜山、清州、馬山、安東の各司教区が所属）、光州大司教区（全州、済州の各司教区が所属）、従軍教区（従軍牧師）、自治修道院区（ベネディクト会）に分かれる。最大の教区はソウルで信者数152万人、次に水原88万人である。北朝鮮にも沈黙の教会と称する秘密組織が平壌、咸興などにあるとされる。

## 正教会
1900年頃からロシア正教会による伝道が行われたが、朝鮮戦争以降はコンスタンティノープル総主教庁の管轄下に移る。長らく独立した教区を持たなかったが、2004年に韓国大教区が成立。信者数は2018年時点で4,000人。

## プロテスタント
1884年以来韓国に存在する長老派教会（長老教、Presbyterian）（大韓イエス教長老会）はプロテスタントのなかでも最古参であり、60人の長老を頂点とする韓国長老派教会は2000年末で228万人を数える。長老派同様、1884年以来の歴史をもつメソジスト派は1930年に大韓監理教（基督教大韓監理会）として独自組織となり、現在145万人の信者を有する。朝鮮戦争後は米国の強い影響下に汝矣島純福音教会など様々な教派が教勢を広げた。

### 特徴・批評
社会人類学者の崔吉城は、韓国のプロテスタントについて「プロテスタント教会にはシャーマニズムとキリスト教が共存あるいは混在するようであり」「多くのクリスチャンはシャーマニズムを迷信だと思いながらその中にシャーマニズムが埋没されている事に気がつかない」と述べている。また、プロテスタントが成長した秘訣は巫俗を受け入れた宗教的熱狂主義に根元を置く心霊復興会にあると指摘した。「韓国プロテスタントの感性的神秘主義運動は知性的神学を前面に出して布教に失敗した日本プロテスタントと対照をなす。韓国プロテスタントはキリスト教が一般的に敵対視したり忌避する傾向があるシャーマニズムを神秘主義に引き込み、巫俗的神秘主義と韓国の風土が合致して教会の急成長をもたらした。神霊的神秘主義を端的に表現する言葉として「通声祈祷」「聖霊臨在」「放言」「三拍子祝福」「治病」「按手治療」「血分け」「接神」「降神劇」などを挙げ、このような新興聖霊運動は韓国国内だけでなく韓国人が住む世界随所に現れている。引き続き新興聖霊運動は1907年世界教会史上初めて早天祈祷会と通声祈祷を考案した吉善宙牧師主導の大復興会を筆頭に、1930年代にイエスが自身に親臨したとして降神劇を行った李龍道、自身の首が切られてイエスの首がその上に乗ったと放言した熱狂的神秘主義の黄国柱に繋がった。宗教から神霊性を強調する神秘主義を抜いてしまった場合は宗教性が弱くなるが、反対にそれを過度に強調した場合も神学自体が無視される。」とし、「これらの適度な調和が宗教発展に要求される。」とした。